# Інститут фізики імені Макса Планка

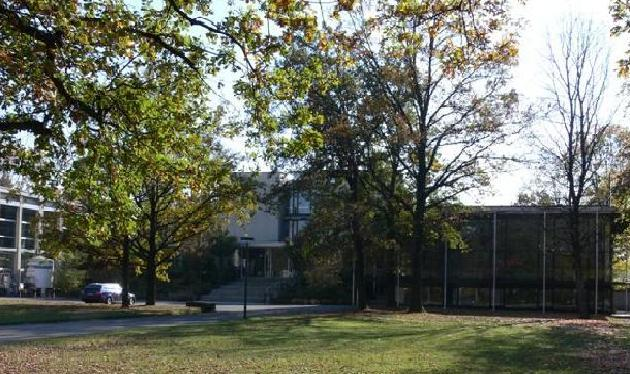

Інститут фізики імені Макса Планка (нім. Max-Planck-Institut für Physik) — фізичний інститут в Мюнхені, Німеччина, що спеціалізується в галузі фізики високих енергій і астрофізиці. Він є частиною товариства Макса Планка і також відомий як інститут Вернера Гайзенберга, на честь його першого директора в теперішньому місці.
Історія інституту сягає 1914 року. Ідея заснування належала Фріцу Габеру, Вальтеру Нернсту, Максу Планку, Емілю Варбургу та Генріху Рубенсу.
1 жовтня 1917 року інститут був офіційно заснований в Берліні. Альберт Ейнштейн став першим директором. У жовтні 1922 року Макс фон Лауе змінив Ейнштейна. Ейнштейн відмовився від посади директора інституту в квітні 1933 року. У червні 1942 року посаду директора зайняв Вернер Гейзенберг.
Через рік після закінчення бойових дій у Європі в Другій світовій війні, інститут переведено до Геттінгена і перейменовано в Інститут фізики Макса Планка. Вернер Гейзенберг залишився директором. У 1946 році Карл Фрідріх фон Вайцзеккер і Карл Віртц стали керівниками відділень теоретичної та експериментальної фізики відповідно.
1955 року інститут переїхав до Мюнхена і незабаром почалось будівництво теперішньої будівлі. Інститут переїхав до неї 1 вересня 1958 року і взяв ім'я Інституту фізики і астрофізики Макса Планка.
У 1991 році інститут розділено на Інститут фізики імені Макса Планка, Інститут астрофізики імені Макса Планка та Інститут позаземної фізики імені Макса Планка.